# Franjevački samostan i crkva sv. Marije u Srebrenici
Franjevački samostan i crkva sv. Marije bili su rimokatolički samostan i crkva u Srebrenici. Pripadali su franjevcima.

## Arhitektura
Crkva koja pripada ovom samostanu smještena je bila u središtu Srebrenice. Bila je četvrtasta. Svetište je bilo pravokutno, veličine 17 metara dužine s brodom dužine 8 metara, dok je svetište (kor) oko 5 metara.
Samostanska zgrada na ključ veličine 17x14 m, s jedne je strane duga 17 metara, a s druge 14 metara, ponešto izdužena prema jugu, a osnova je oblika ključa. Samostanska je zgrada bila je oko 4 metra odmaknuta prema jugu, ili je postojao nekih hodnik kao međuprostor. Blagavaonica je bila u krilu zgrade koje je gledalo prema rijeci. Povijesni zapisi iz dubrovačkog arhiva spominju presvođavanje iz 1504., ali nije moguće utvrditi gdje je to bilo. Mlađi zapisi zgradu opisuju kao jednostavnu, iz čega se može izvesti zaključak da su i skupi radovi iz 1504. godine, više bili namijenjeni racionalnoj adaptaciji nego umjetničkom obogaćivanju samog objekta. Ovo su bili posljednji veliki zahvati na ovoj crkvi.
Iz preostalih fizičkih tragova, očigledno samostana i crkve, dolazi se do gornjih zaključaka.

## Povijest
Postoji od 14. stoljeća, vjerojatno od vremena organiziranja franjevačkog reda u Bosni, najvjerojatnije od 1339. godine, kada je osnovana Bosanska vikarija. Znano je da postoji franjevačka crkva od 1378. (Bartol iz Pise). Spominju se i crkva i samostan iz 1271. godine. Ostali važni franjevački samostani ovog kraja bili su još u Zvorniku, Ljuboviji i Teočaku., koji su nestali tijekom 15. stoljeća. Srebrenički se održao do poslije 1690. godine.
Izgradnja ovog samostana u svezi je s dolaskom i naseljaevanjem hrvatskih trgovaca iz dubrovačkih krajeva u ovaj rudno, trgovinski i prometni važni kraj. Za tim su Hrvatima kao dušobrižnici došli franjevci. Ovaj samostan, na glasu kao ugledan, bio je prvi franjevački samostan u Bosni i Hercegovini. Bio je rasadnik za sve druge samostane po BiH. Ovdje su se jedno vrijeme odgajali budući fratri.
Samostan je napredovao uz bogata oporučna i druga darivanja dubrovačkih poduzetnika, novčano, u gotovom srebru, srebrnoj rudi, prihodima iz jama i dr. Samostan je preživio previranja vladanja između hrvatsko-ugarskih kraljeva, bosanskih kraljeva i srpskih despota. Osmanska osvajanja u srednjem Podrinju izazvala su zamiranje gospodarstva, zbog čega su Srebrenicu i okolicu napustili poduzetnici, obrtnici i trgovci, opadao je broj katolika, a time je samostan sve više siromašio. Od 1462. Osmanlije uspostavljaju višestoljetnu neprekinutu vlast. Sultan franjevce smatra za predstavnike grada, daruje im "srebreni lakat", vjerojatno relikvijar iz Dalmacije i poziva ih neka se nastavi proizvodnja rude. Budući da "srebreni lakat" franjevci nisu smatrali blagoslovljenim, držali su ga u blagavaonici, a ne u crkvenim prostorima. Radoznali muslimani dolazili su viđati taj relikvijar, što je franjevcima nerijetko predstavljalo neugode i činilo teškoće no imalo je efekt na podizanju ugleda samostana. Čini se da je sultan Mehmed ovdašnjim franjevcima bio naklonjen, jer je imao interes da mu osiguraju nastavak proizvodnje srebra. Sljedeći sultan Bajazid II. početkom siječnja 1499. godine obnovio je Mehmedov ferman. U tom dokumentu od 3. siječnja srebreničkim franjevcima dopustio je dovesti katolike rudare. Vjerojatna posljedica je skupa dogradnja i popravak samostana 1504. godine.
Usprkos svih tih nedaća zbog gospodarskog zamiranja, pisanje Franje Gonsage tijekom 16. i Franje Varadinca u 17. stoljeću, bilježi da je srebrenički samostan bio vodeće časti u franjevačkoj provinciji Bosni Srebrenoj. 1623. srebreničkim franjevcima pripale su župe Beograd i Smederevo. Pripadalo im je samo devet franjevaca. Već 1637. zbog silna siromaštva katolika iz grada i okolice situacija je takva da je biskup Jeronim Lučić ustanovio da je ovo najsiromašniji samostan. Razvitkom naselja za osmanske vlasti, franjevački se samostan i crkva nalazi usred Srebrenice. 1650. u vizitaciji biskupa Maravića zabilježeno je da ovaj samostan poslužuje samo naselje Srebrenicu, dok neki drugi samostani u Bosni, poput onog iz Sutjeske, mnogostruko veći broj katolika i župa. Opis fra Pavla iz Rovinja iz 1640. spominje prostrano samostansko imanje nedaleko od varoši, da stanovnici lijepo žive te o dolasku uglednijih katoličkih obitelji koje su ga došle pozdraviti. Ogramićeva vizitacija iz prve polovice 1670-ih bilježi veliku oskudicu samostana.
Samostan je nestao 1688. godine. Preživio je stoljeća osmanskog i muslimanskog uzleta, ali nije preživio doba opadanja Osmanskog Carstva i oslobađanja koje se sve više naziralo. Obližnji hrvatski krajevi oslobađani su. Bečki rat bivao je sve porazniji za Osmansko Carstvo. Stoga su muslimani 1686. zauzeli samostan, jer su se bojali da ju ne zaposjedne kršćanska vojska, kojoj bi ova kamena građevina mogla poslužiti kao tvrđava i uporište. Potajice su samostan čuvala tri franjevca, dvojica neimenovanih i gvardijan Luka Kreševljak. 1688. i 1689. oslobađanje kršćana bilo je sve izglednije, ovim se krajevima povlačila kršćanska vojska, čiji je dolazak natjerao je osmanske snage u bijeg. Gvardijan Luka Kreševljak pošao je s Osmanlijama vjerujući im, jer su mu jamčile život "na vjeru", no obećanje nisu ispunili, nego su ga brzo ubili misleći da će naći novce kod njega. Druga dvojica franjevaca ostala su se skrivati i čuvati samostan. Sve lošiji tijek ratne sreće doveo je Osmanlije do zaključka da možda uopće neće biti u mogućnosti zadržati samostan, pa su ga da ova potencijalna utvrda ne padne u ruke kršćanima, odlučili su ga zapaliti. Obložili su ga slamom, crkva i samostan su izgorili. Franjevci koji su čuvali zgradu spasili su se bijegom. Jedan je skrivećki provlačio se kroz osmanske krajeve sve do slobodnih krajeva u Dalmaciji. Drugi je s katoličkom vojskom pošao prema sjeveru sve do Ugarske i Mohača, gdje se nastanio, jer su u tim krajevima svojedobno djelovali srebrenički franjevci kao misionari. Ondje je podignuo mohački samostan.

## Danas
Od samostan i crkve ostao je samo trag, na koji samo lokalitet u Srebrenici koji se naziva Klisa, što dolazi od Ecclesia-ekklissi.
Od fizičkih tragova postoje tragovi dvaju objekata, po svemu sudeći crkve i samostana.
Crkva se nakon osmanskih osvajanja i velikim padom broja katolika opustjela i bila je urušena. Svaki trag bio se izgubio. Potraga za ruševinama trajala je iznimno dugo, a ostaci su slučajno otkrivani kad je privatna osoba kopala u svom dvorištu temelje za izgradnju nove kuće. Ostaci crkve konzervirani su. 1955. je godine na mjestu gdje je južni dio ruševina crkve, sagrađena je stambena zgrada zbog čega je onemogućeno istraživati taj dio objekta.
1985. godine sagrađena je crkva sv. Marije u srebreničkom naselju Klisa, koja je filijalna kapela župa Srca Isusova Zvornik i Srebrenica. Uz crkvu sagrađen je pomoćni objekt za potrebe pastoralnog rada. U spomen 720 godina od dolaska franjevaca u ovaj kraj, 1991. je godine crkva obnovljena, to jest na temeljima drevnog franjevačkog samostana i crkve sagrađena je kapela sv. Marije, i stavljena u funkciju. Mise se danas održavaju redovno, zadnje nedjelje u mjesecu.